# جنگنده برتری هوایی

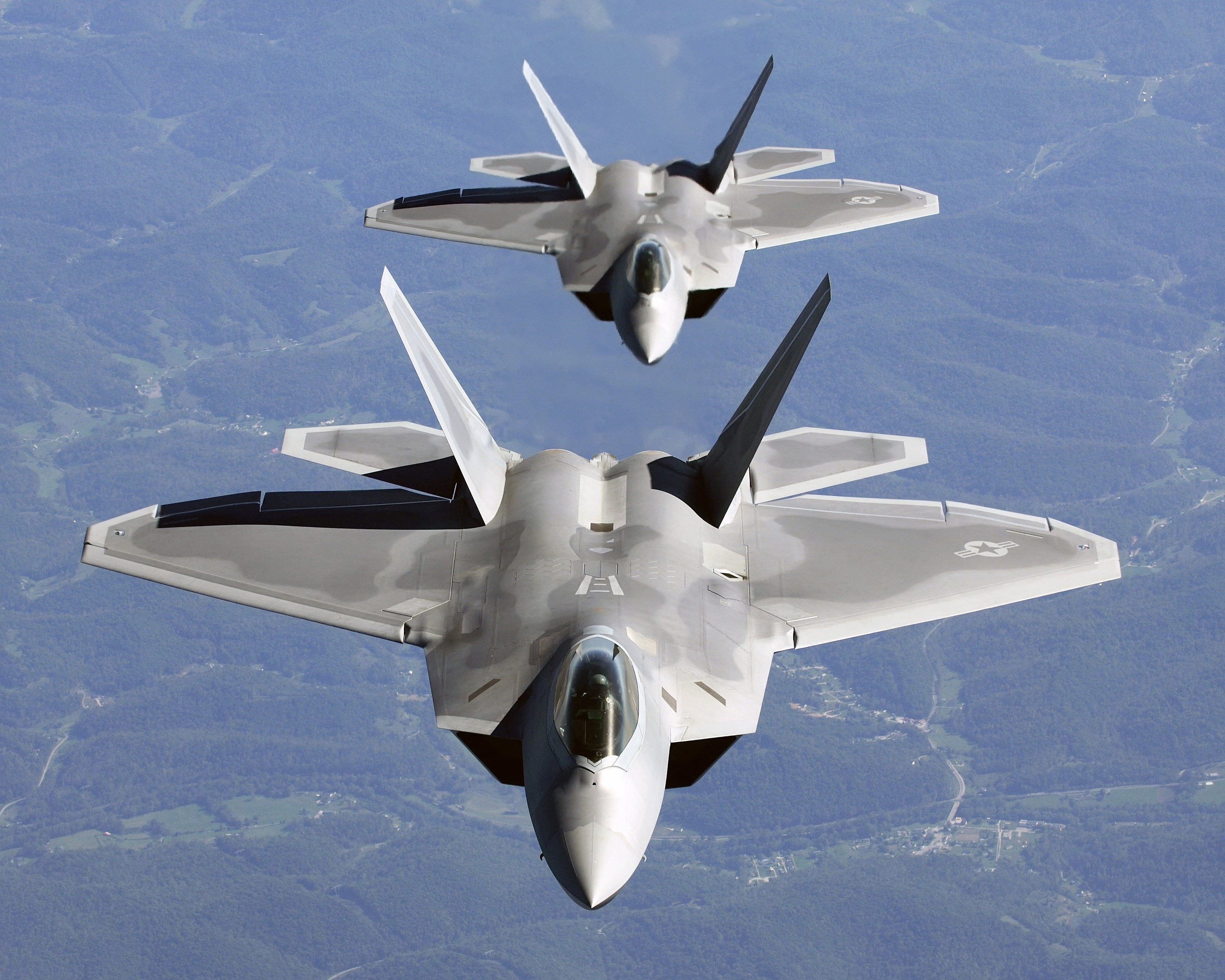
اف-۲۲ رپتور

جنگندهٔ برتری هوایی (به انگلیسی: air superiority fighter) به هواپیمای جنگنده ای می‌گویند که به منظور به دست آوردن برتری هوایی به وسیلهٔ گرفتن کنترل آسمان از دست دشمن در جنگ به کار می‌رود. جنگنده‌های برتری هوایی بیشتر از هواپیماهای دیگر برای درگیر شدن با جنگنده‌های دشمن طراحی شده‌اند. این جنگنده‌ها معمولاً نسبت به جنگنده‌‌های چندمنظوره گرانتر هستند و به تعداد کمتری تولید می‌شوند.

## تاریخچه اصطلاح

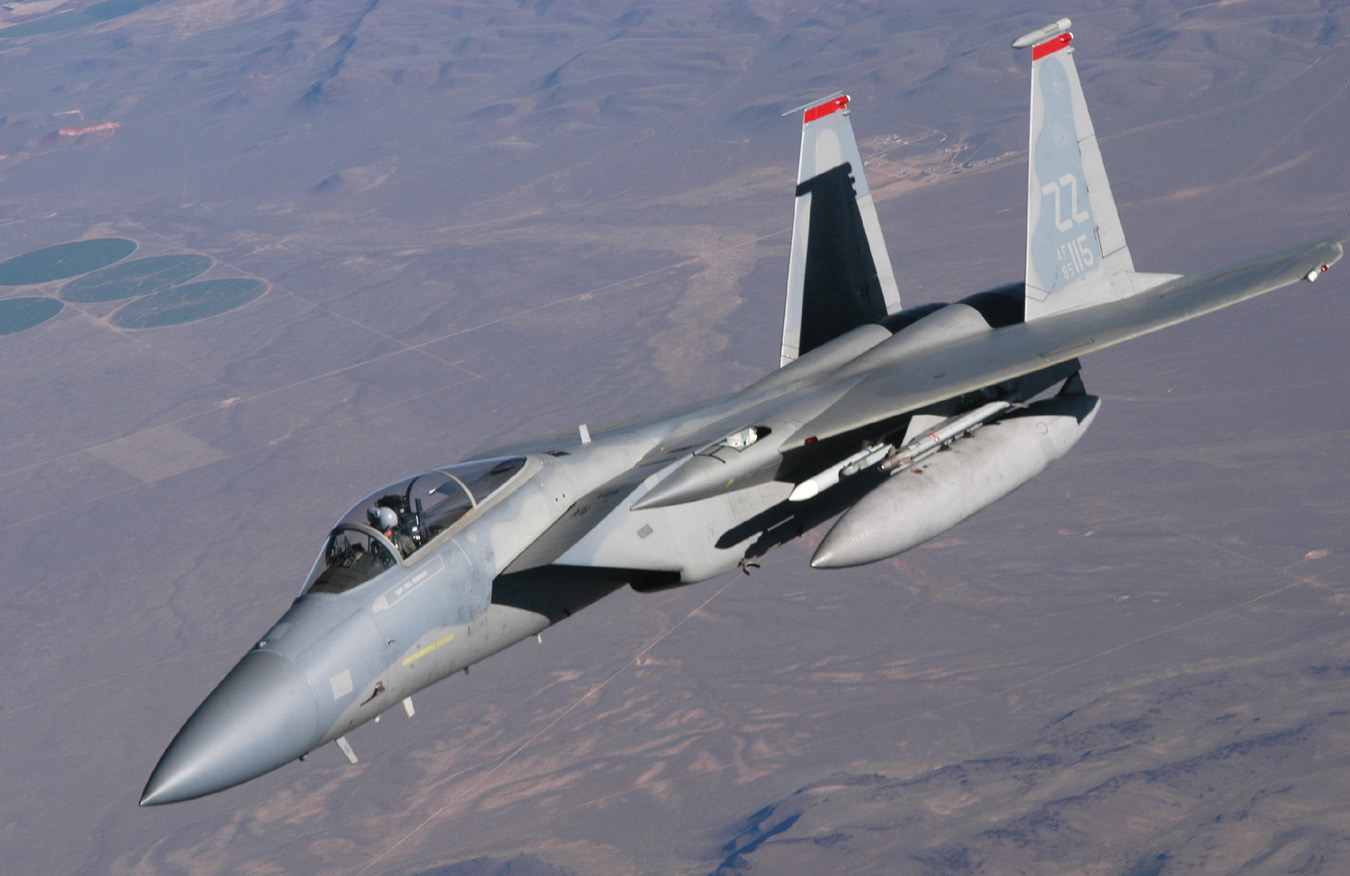
اف-۱۵ ایگل

در خلال جنگ جهانی دوم و جنگ کره جنگنده‌ها طبق نقش‌هایشان طبقه‌بندی می‌شدند: جنگندهٔ سنگین، شکاری رهگیر، جنگنده اسکورت، جنگنده شب و غیره. با ساخت موشک‌های هدایت شونده در دههٔ ۱۹۵۰ طراحی جنگنده‌ها بر دو ملاک استوار شد: جنگنده‌هایی که برای درگیری ورای میدان دید طراحی می‌شدند (شکاری رهگیرها) و جنگنده‌هایی که برای درگیری در میدان دید طراحی می‌شدند (جنگنده‌های برتری هوایی). در طراحی جنگنده‌های ورای میدان دید (رهگیر) قدرت مانور قربانی کارکردهای دیگر جنگنده می‌شود، زیرا فرض بر این است که این جنگنده هرگز درگیر یک نبرد تن به تن هوایی نخواهد شد، ولی در جنگنده‌های برتری هوایی مهمترین ویژگی قابل مانور بودن آن است، زیرا برای درگیری تن به تن هوایی طراحی شده‌اند.

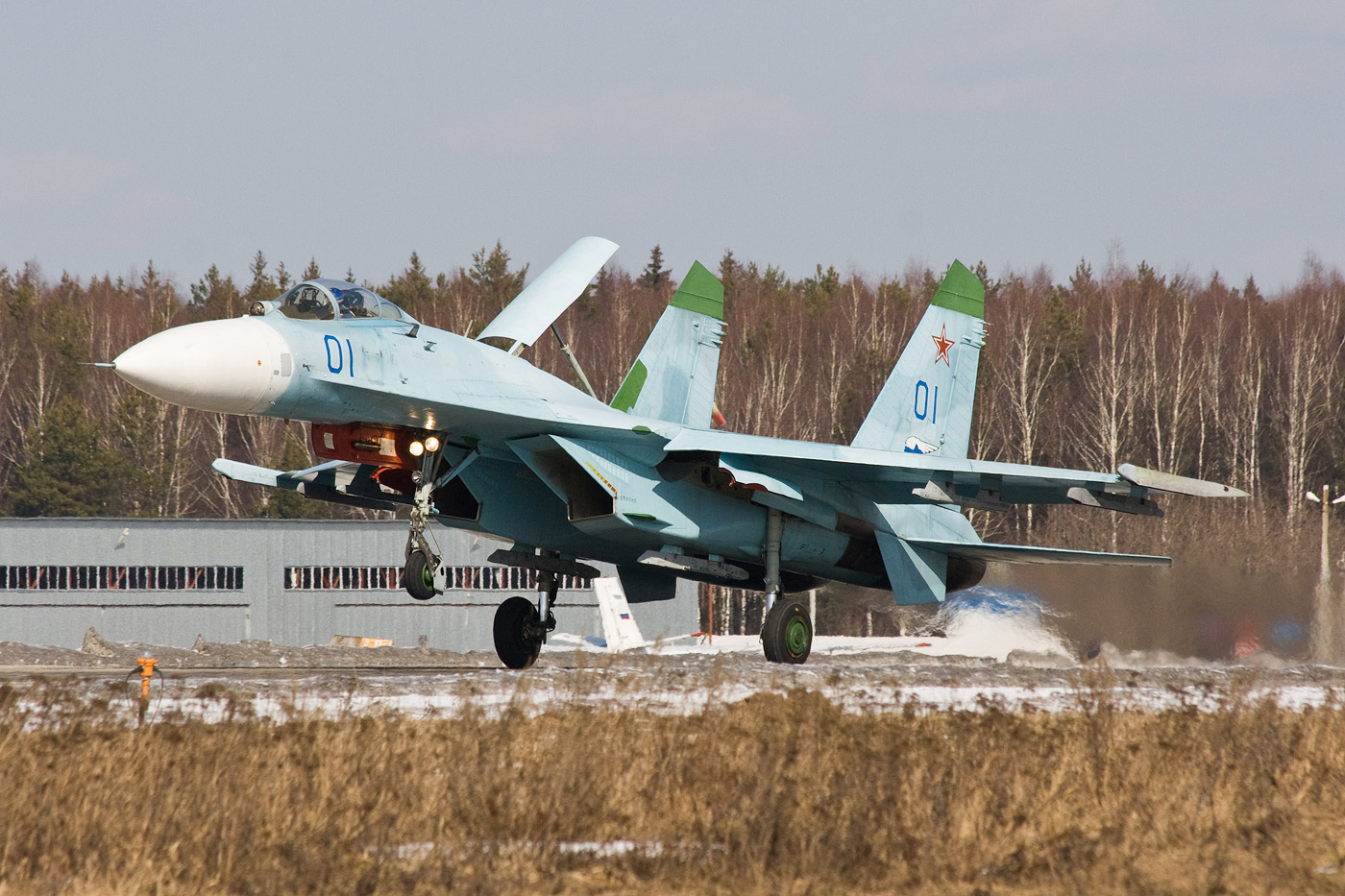
سوخو-۲۷

## نمونه‌هایی از جنگنده‌های برتری هوایی

### کشور سازنده
ایالات متحده آمریکا
- اف-۲۲ رپتور
- اف-۱۵ ایگل
- اف-۱۴ تامکت
- اف-۱۶ فایتینگ فالکن

 روسیه
- سوخو پک فا (سوخو-۵۷)
- سوخو-۳۵
- سوخو-۳۳
- سوخو-۳۰
- سوخو-۲۷
- میگ-۲۹
- میگ-۳۵

 اتحادیه اروپا

- یوروفایتر تایفون

 فرانسه
- داسو رافال

 چین
- چنگدو جی-20

 سوئد
- ساب 39 گریپن